# Высокий Яр (Парабельский район)
Высо́кий Яр — село в Парабельском районе Томской области России. Входит в состав Заводского сельского поселения. Население 73 чел. (2021) .

## География
Находится в центральной части региона, у р. Парабель
Уличная сеть не развита.
Климат
Находится на территории, приравненной к районам Крайнего Севера.

## История
В соответствии с Законом Томской области от 15 октября 2004 года № 225-ОЗ село вошло в состав образованного муниципального образования Заводское сельское поселение.

## Население
| 1939 | 1952 | 1959 | 1970 | 1977 | 1979 | 1989 | 2002 | 2010 | 2012 | 2013 |
| ---- | ---- | ---- | ---- | ---- | ---- | ---- | ---- | ---- | ---- | ---- |
| 365  | ↘268 | ↗336 | ↘211 | ↗215 | ↘195 | ↘125 | ↘103 | ↘83  | ↘79  | →79  |
| 2014 | 2015 | 2021 |      |      |      |      |      |      |      |      |
| ↘78  | ↗79  | ↘73  |      |      |      |      |      |      |      |      |

Национальный состав
Согласно результатам переписи 2002 года, в национальной структуре населения русские составляли 78 % от общей численности населения в 103 чел..

## Инфраструктура
Личное подсобное хозяйство.

## Транспорт
Стоит на автотрассе Могильный Мыс — Парабель — Каргасок (часть федеральной автомагистрали Северный широтный коридор).